# Alirajpur (ville)
Pour les articles homonymes, voir Alirajpur.
Alirajpur est une ville et une municipalité, chef-lieu du district d'Alirajpur, dans l’état du Madhya Pradesh en Inde. Elle se situe près de la frontière avec le Gujarat et le Maharashtra.
Elle était autrefois le siège de l’État d'Alirajpur, un État princier. Après que l'Inde a obtenu son indépendance en 1947, la famille régnante d'Alirajpur a déménagé à Delhi, où le dernier souverain, Surendra Singh, a ensuite servi comme ambassadeur de l'Inde en Espagne dans les années 1980.

## Source de la traduction
- (en) Cet article est partiellement ou en totalité issu de l’article de Wikipédia en anglais intitulé « Alirajpur » (voir la liste des auteurs).